# Acraea blachieri
Acraea blachieri är en fjärilsart som beskrevs av Charles Oberthür 1916. Acraea blachieri ingår i släktet Acraea och familjen praktfjärilar. Inga underarter finns listade i Catalogue of Life.